# Karl Heinold
Karl Heinold, celým jménem Karl svobodný pán von Heinold-Udynski (25. srpna 1862 Udine – 29. prosince 1943 Brno), byl rakousko-uherský, respektive předlitavský státní úředník a politik, v letech 1905–1908 zemský prezident ve Slezsku, poté dvakrát místodržitel na Moravě (1908–1911 a 1915–1918), mezitím v letech 1911–1915 ministr vnitra ve vládě Karla Stürgkha. Po roce 1918 žil v soukromí v Brně.

## Biografie
Narodil se v Benátsku v Udine jako starší syn c. k. polního podmaršála Josefa Heinolda (1823–1900). Titul svobodných pánů s predikátem Udynski byl odvozen od názvu Udine a rodině byl udělen v roce 1881. Vzhledem k otcově vojenské kariéře a častému stěhování rodiny získal Karl středoškolské vzdělání postupně ve Lvově, Bratislavě, Vídni a Brně. Poté studoval na univerzitách ve Štýrském Hradci a ve Vídni, v roce 1883 dosáhl titulu doktora práv. Po studiích působil krátce na finanční prokuratuře v Brně, poté byl úředníkem v okresních úřadech ve Valašském Meziříčí a Šumperku. V letech 1886–1889 působil na moravském místodržitelství v Brně, poté byl okresním komisařem v Třebíči a Olomouci. Od roku 1895 byl přidělen ke Správnímu soudnímu dvoru ve Vídni, kde byl dvorním tajemníkem (1897) a dvorním radou (1905). Mezitím v letech 1900–1904 zastával funkci místodržitelského rady na českém místodržitelství v Praze.
V září 1905 byl jmenován zemským prezidentem ve Slezsku a tuto funkci zastával do ledna 1908. V letech 1908–1911 byl místodržitelem na Moravě, odkud byl v listopadu 1911 povolán do Stürgkhovy vlády jako ministr vnitra (1911–1915). V době Stürgkhova očního onemocnění fakticky vykonával funkci předsedy vlády (květen až září 1912), od července do září 1912 byl zároveň dočasným správcem ministerstva orby. Dne 30. listopadu 1915 podal demisi a ve funkci ministra vnitra jej nahradil princ Konrad Hohenlohe. Heinold na vlastní žádost odešel zpět do Brna do funkce moravského místodržitele (1915–1918). Na Moravě byl vnímán jako oblíbená osobnost a politik ochotný ke kompromisům, navíc ovládal němčinu i češtinu. V době rozpadu habsburské monarchie po dohodě s c. k. ministerstvem vnitra a poradě s c. k. místodržitelem v Praze nastoupil dovolenou (30. října 1918), správu moravského místodržitelství předal na návrh Národního výboru v Brně dosavadnímu šéfovi presidia místodržitelství (Jan Černý). Odešel do soukromí, ale zůstal v Brně, kde žil v Jezuitské ulici a dnešní Rooseveltově ulici. Zemřel v Brně, pohřben byl ve Vídni.
V souvislosti se jmenováním do funkce místodržitele na Moravě se stal c. k. tajným radou (1908), po odchodu z ministerstva vnitra byl jmenován doživotním členem rakouské panské sněmovny (1915). Za zásluhy byl nositelem Řádu Františka Josefa (1899), Řádu železné koruny (1912) a velkokříže Leopoldova řádu (1914), několik vyznamenání získal také od zahraničních panovníků.
V roce 1905 se oženil s Elisabeth Huberovou, dcerou velkostatkáře a moravského zemského poslance Hanse Hubera. Elisabeth byla mimo jiné neteří Heinoldova předchůdce na postu moravského místodržitele Hermanna Pillersdorfa.
Karlův mladší bratr Emil Heinold (1870–1910) působil u moravské politické správy a později na rakouském ministerstvu obchodu.